# 矮身巨牙天竺鯛
矮身巨牙天竺鯛（學名：Cheilodipterus pygmaios），又稱矮身巨齒天竺鯛，為輻鰭魚綱鈎頭魚目天竺鯛科巨牙天竺鯛屬下的一個種，分布於西印度洋紅海阿卡巴灣、衣索比亞海域，深度2至25公尺，本魚體延長，呈長橢圓形，頭大、眼大、口大且斜裂，具犬齒，鋤骨和腭骨通常具齒，前鰓蓋骨邊緣具鋸齒，體被櫛鱗，身體淺棕灰色，有5條比間隙窄的深棕色至黑色條紋，尾柄中部側面有一個黑點，與瞳孔大小或稍大，背面有一個小黑點，尾柄腹面有另一個不太明顯的黑點，尾中點被黃色包圍，尾柄後背部分有一小塊白色區域，口鼻部比身體顏色深，體長可達5公分，棲息在礁石區，小群活動，肉食性，以小魚為食，繁殖期時，雄魚具有口孵習性，卵約7日化成仔魚，由雄魚吐出，具短暫的仔魚飄浮期，生活習性不明。